# Zwaan Kleef Aan (Efteling)
Zwaan Kleef Aan, ook bekend als de Gouden Gans, is een sprookjesattractie in het Nederlandse attractiepark de Efteling. De attractie bevindt zich op het Anton Pieckplein en opende in 1958 en is naar ontwerp van Anton Pieck.

## Verhaal
Het sprookje gaat over een jongen Domoor die een gouden zwaan vindt. Zodra mensen de zwaan aanraken, blijven ze kleven. Een prinses die niet kan lachen, lacht weer wanneer ze een rij met mensen achter Domoor ziet aanlopen.

## Trivia
- Het sprookje is met zijn één vierkante meter grootte de kleinste attractie van de Efteling.
- Sinds 2007 is het sprookje ook te zien in kleine schaal bij Diorama.

Lijst van attracties in de Efteling · Lijst van sprookjes in de Efteling · Afbeeldingen